# Кундузда
Кундузда (каз. Құндызды) — упразднённое село в Карасуском районе Костанайской области Казахстана. Исключено из учётных данных в 2023 году. Входило в состав Новосёловского сельского округа. Код КАТО — 395263300.
Расположено на левом берегу реки Кундызды напротив села Новосёловка. 

## Население
- На 1989 год — 284 человека[4].
- На 1999 год — 153 человека (81 мужчина и 72 женщины)[5].
- На 2009 год — 62 человека (33 мужчины и 29 женщин)[5].